# Marion Mahony Griffin
Marion Lucy Mahony Griffin (Chicago, 14 de febrero de 1871 - 10 de agosto de 1961) fue una arquitecta estadounidense, una de las primeras mujeres en graduarse en arquitectura en el prestigioso Instituto Tecnológico de Massachusetts. Codiseñó la ciudad de Canberra en Australia, con su socio y esposo, el arquitecto Walter Burley Griffin. 

## Primeros trabajos
En septiembre de 1909, el arquitecto Frank Lloyd Wright dejó a su esposa e hijos y se trasladó a Europa con la esposa de uno de sus clientes. El escándalo provocó un desastre en el estudio de Wright en Oak Park el cual cerró sus puertas. Antes de su partida, Wright buscó alguien para culminar sus encargos, pero ninguno de sus antiguos empleados estaba dispuesto. Wright finalmente convenció a su asociado de Steinway Hall, Herman Von Holst para que tomara los trabajos. Von Holst vio que necesitaba a alguien con un mayor concepto de diseño para contentar a sus clientes. Así que contrató a Marion Mahony para terminar los diseños. Mahony había trabajado para Wright esporádicamente durante 14 años. Era extrovertida y la única dibujante proyectista mujer en el estudio de Wright. Mahony fue la segunda mujer en graduarse con un título en arquitectura en el prestigioso Instituto Tecnológico de Massachusetts.

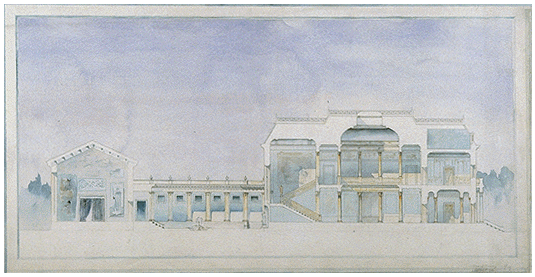
Acuarela de Marion Mahony de 1894.

Mahony era una excelente proyectista, sus dibujos de presentación de encargos estaban inspirados en el estilo de las impresiones artísticas del Japón. Los edificios aparecían rodeados de abundante naturaleza, recordando el interés personal de Mahony por el mundo natural. También contribuyó al diseño de hermosos ventanales, chimeneas y mobiliario en los encargos de Wright.
En 1909, uno de los mayores encargos de Wright pasó a manos de Mahony fue la casa proyectada para Henry Ford. Ford aprobó el diseño y se estableció una fecha de inicio de obras. Pero una desavenencia entre Ford y Mahony llevó a éste a contratar a otro profesional para realizar el trabajo. Lo único que queda del magnífico diseño de Mahony son los planos realizados para Ford en el Mary and Leigh Block Museum of Art, Northwestern University, Estados Unidos.

## Proyecto en Decatur
Estuvo encargada de completar las casas en una calle privada en Decatur, Illinois. Wright había dejado bosquejos para construir la casa de Edward Irving, pero otras casas necesitaban ser diseñadas. La primera que Marion proyectó fue la de Robert Mueller. Siguió los conceptos tradicionales de Wright pero agregó sus propios elementos decorativos. La última casa construida bajo la dirección de Marion en Decatur, fue la de Adolph Mueller, hermano de Robert. En ella usó algunos de los elementos que había realizado en su diseño para Ford. Aun cuando estaba basada en el estilo de Wright, el encargo para Adolph Mueller, le dio a Marion una oportunidad de mostrar su propio talento artístico. Cubrió completamente el techo del vestíbulo con acero inoxidable y realizó un patrón continuo de ventanas. Las casas de los Mueller en Decatur, Illinois, son dos de las únicas tres casas de Mahony que quedan en Norteamérica.
Von Holst, bajo recomendación de Mahony, contrató a Walter Burley Griffin para desarrollar el plano para el paisajismo de toda la zona.

## Matrimonio y nuevos proyectos

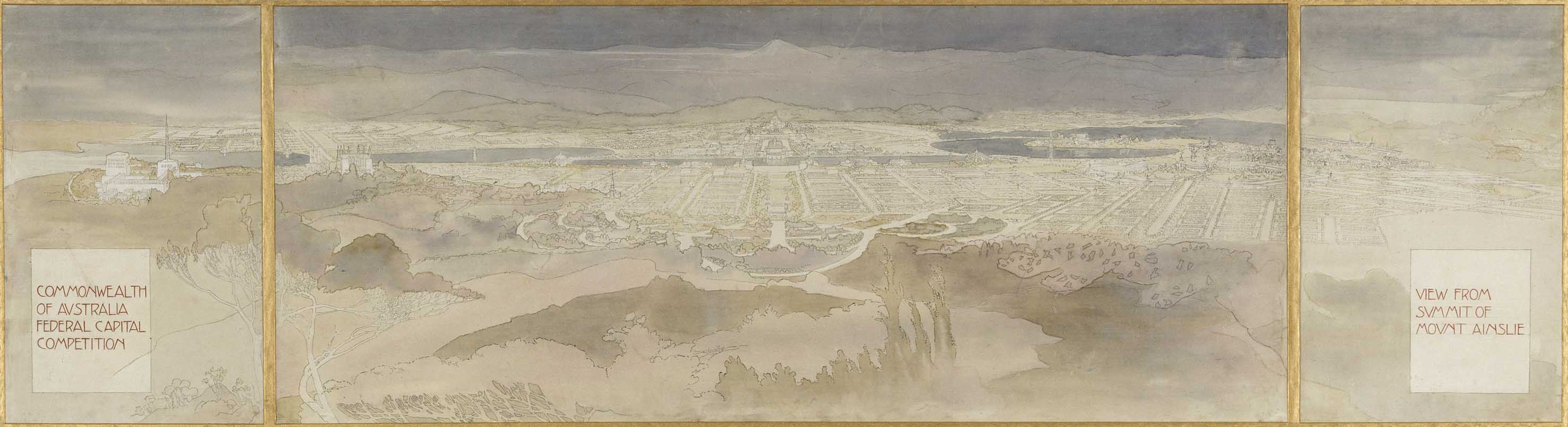
Proyecto en acuarela para la ciudad de Canberra realizado en asociación con su esposo Walter Burley Griffin.

Pronto Marion y Walter estuvieron trabajando juntos en las oficinas de Steinway Hall. Mahony diseñó un cierre perimetral y luminaria urbana para integrar sus diseños de residencias a los de paisaje de Walter.
Mientras el proyecto de Decatur progresaba, Marion que era cinco años mayor que Walter, la amistad terminó en matrimonio en el verano de 1911. Las noticias del matrimonio entre los dos arquitectos fue celebrada con sorpresa. La reacción de colegas y familiares fue la de no poder creer que la impulsiva Marion y el tranquilo Walter eran adecuados para ser marido y mujer.
Después de su matrimonio Marion fue a trabajar al despacho de Walter, convirtiéndose en su compañera tanto personal como profesionalmente. Pero su nuevo rol no fue tomado sin repercusiones. Harry Robinson, el jefe de proyectistas de Griffin, amigo y compañero en la Universidad de Illinois, renunció y volvió a trabajar con su antiguo jefe Frank Lloyd Wright. Marion se convirtió en jefe de proyectistas en la oficina de Griffin. 
Marion cambió su famoso monograma de MLM a MMG, significando su certeza en su nuevo matrimonio. Aun cuando esta firma se encontraba siempre oculta dentro de la flora de las planimetrías, era el único crédito que iba a reclamar. A pesar de su naturaleza extrovertida, su licenciatura en arquitectura, y la degustación reciente de independencia en la oficina de Von Holst, Marion nunca tomó un paso en esa dirección otra vez.

## Últimos años
Tras la muerte de su esposo en 1937 Mahony volvió, primero a Australia, y finalmente, en 1939, a Chicago, donde pasó sus últimos 24 años en casa de su hermana, directora de un colegio. Nunca quiso hablar de sí misma ni de su trabajo como arquitecta, sino de su marido. Sí dibujó un precioso mural en la escuela de su hermana, el George Armstrong Elementary School de la ciudad, y se interesó por la antroposofía de Rudolf Steiner (el de la educación Waldorf), a la que dedicó buena parte de sus últimas décadas. Murió demente, no sin antes dejar escrita su biografía en un libro que puedes consultar en línea en el Art Institute of Chicago: The magic of America.

## Proyectos atribuibles en parte o en su totalidad
- All Souls Church (demolida), Evanston, Illinois – 1901
- The Gerald Mahony Residence (demolida), Elkhart, Indiana - 1907
- David Amberg Residence, 573 College Avenue, Grand Rapids, Míchigan - 1909
- Edward P. Irving Residence, 2 Millikin Place, Decatur, Illinois - 1909
- Robert Mueller Residence, 1 Millikin Place, Decatur, Illinois - 1909
- Adolph Mueller Residence, 4 Millikin Place, Decatur, Illinois - 1910
- Las litografías del Wasmuth portfolio (1910), que tanta fama le dieron a Frank Lloyd Wright, las diseñó en realidad ella.[7]
- Niles Club Company, Club House, Niles, Michigan - 1911
- Henry Ford Residence “FairLane” (dibujo inicial, no fue construida; 1913)
- Koehne House (demolished 1974), Palm Beach, Florida - 1914
- Cooley Residence, Grand St. at Texas Avenue, Monroe, Luisiana
- Fern Room, Cafe Australia, Melbourne, Australia - 1917
- Capitol Theatre, Swanston Street, Melbourne, Australia – 1921-23
- "Stokesay", residence of Mr. & Mrs. Onians, 289 Nepean Highway, Seaford, Victoria, Australia - 1925
- Ellen Mower Residence, 12 The Rampart, Castlecrag, Sídney, New South Wales - 1926
- Creswick Residence, Castlecrag, Sídney, New South Wales, Australia - 1926
- S.R. Salter Residence (Knitlock construction), Toorak, Victoria, Australia - 1927
- Vaughan Griffin Residence, 52 Darebin St., Heidelberg, Victoria, Australia - 1927